# Abtei Hersfeld

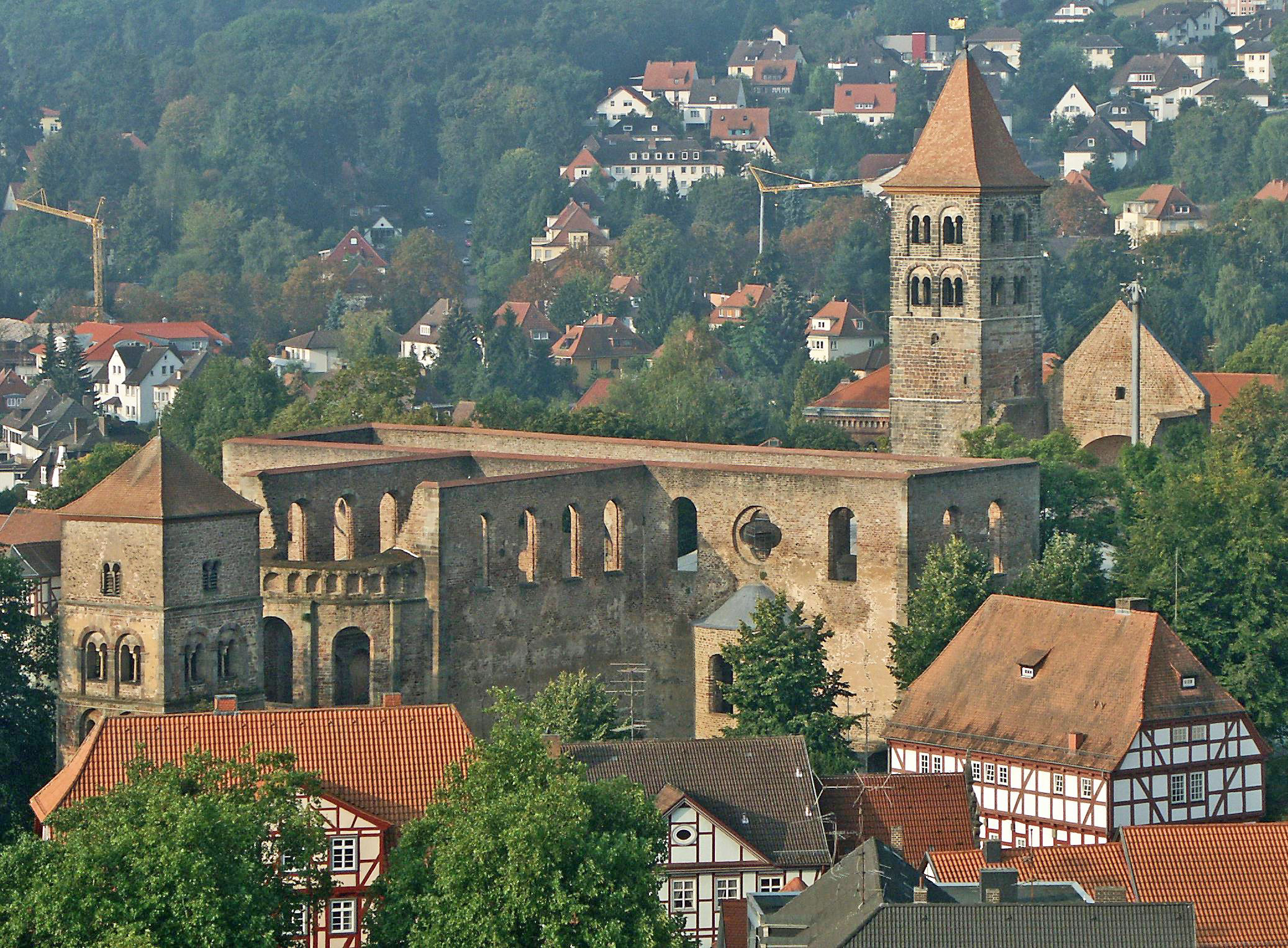
Klosterruine der Abtei Hersfeld

Die Reichsabtei Hersfeld (lateinisch: Abbatia Hersfeldensis; Patrozinium: St. Simon und Judas Thaddäus, später Wigbert von Fritzlar), auch Kloster Hersfeld oder Stift Hersfeld war eine Benediktiner-Abtei in der nordhessischen Stadt (Bad) Hersfeld an der Fulda. Die Abtei bestand von 769 bis 1606 und hatte in diesen 837 Jahren 66 Äbte. Den Kern des Klosterlebens bildete die Stiftskirche, die heute nur mehr als größte romanische Kirchenruine Europas besteht. Die Geschichte der Abtei ist eng mit der Geschichte der Stadt Bad Hersfeld verbunden. Seit dem Wormser Konkordat gehörten die Äbte zu den Reichsfürsten und waren in der Lage, ein eigenes Territorium aufzubauen und verfügten über Sitz und Stimme auf den Reichstagen. Ab 1606 wurde das Stiftsterritorium von Administratoren aus dem Haus Hessen verwaltet, 1648 wurde es in das weltliche Fürstentum Hersfeld umgewandelt und den Landgrafen von Hessen-Kassel zugesprochen.

## Gründung und Frühmittelalter

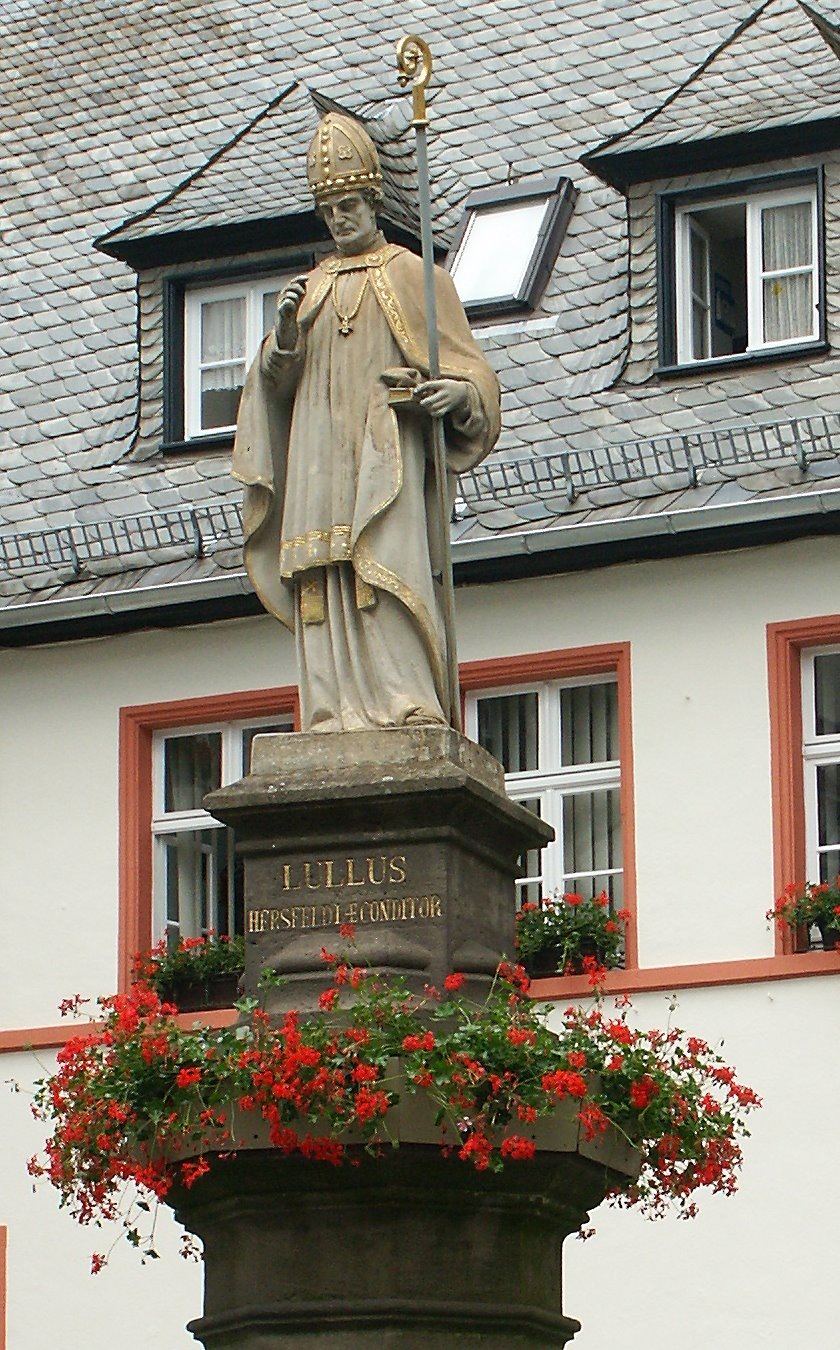
Standbild von Lullus auf Lullusbrunnen am Rathausplatz in Bad Hersfeld

Im Jahre 769 gründete der Mainzer Bischof Lullus ein Benediktinerkloster in Hairulfisfeld an der Stelle einer Einsiedelei (Cella), die der Mönch und spätere Gründungsabt des Klosters Fulda, Sturmius dort zu einem nicht genauer bekannten Zeitpunkt – in der Wissenschaft diskutiert werden vor allem die Jahre 736 und 743 – noch vor der im Jahr 744 erfolgten Gründung Fuldas angelegt hatte. Anstelle der Kapelle von Sturmius erbaute Lullus eine Kirche. Das Kloster und die Kirche wurden den Heiligen Simon dem Zeloten und Judas Thaddäus geweiht.
Lullus gründete das Kloster, nachdem er das Kloster Fulda, gegründet durch Sturmius 744, nicht in das Erzbistum Mainz eingliedern konnte (Trutzfulda). Er entsprach mit dieser Klostergründung den Plänen des Königs Karl (später Kaiser Karl der Große). Beide betrieben von Hersfeld aus die Unterwerfung und Christianisierung der Thüringer und der Sachsen. Das Hersfelder Kloster wurde so zum Missionszentrum, das vom Kaiser viel Macht und Einfluss erhielt.
Lullus war von 769 bis 786 in Personalunion Bischof (ab 782 Erzbischof) von Mainz und Abt von Hersfeld. Im Jahre 775 erhob Karl der Große das Kloster zur abbatia regalis, der Reichsabtei und stattete es mit Schenkungen aus. Es folgten im 8. und 9. Jahrhundert Schenkungen im ganzen Reichsgebiet, die die Macht und den Einfluss des Klosters mehrten. Besonders in Thüringen und Hessen bestanden große Besitzkomplexe (Breviarium Lulli). Lullus ließ 780 die Gebeine des heiligen Wigbert von Fritzlar nach Hersfeld überführen, und das Kloster wurde so zum Wallfahrtsort. 782 lebten im Kloster bereits 150 Mönche.
Am 16. Oktober 786 wurde Lullus neben seinem Wegbegleiter Bischof Witta von Büraburg in seiner Hersfelder Klosterkirche begraben. Das Güterverzeichnis Breviarium Sancti Lulli enthält den Besitz der Abtei zur Zeit von Lullus. Die Fundamente der Kapelle von Sturmius und der Lulluskirche fand man bei Ausgrabungen im 20. Jahrhundert unter dem Südflügel des Querhauses der Stiftsruine. Dabei fand man auch die Grabnische von Bischof Witta. Das Grab von Lullus wurde nicht gefunden.
Abt Bun (820–840) veranlasste einen neuen Kirchenbau anstelle der den Aposteln Simon und Judas geweihten sogenannten Lulluskirche, der von 831 bis 850 ausgeführt wurde. 850 fand unter Abt Brunwart II. (840–875) die Weihe dieser karolingischen, dem Andenken an Wigbert gewidmeten Klosterkirche mit einem Salvatorpatrozinium und die Umbettung der Gebeine von Lullus in die Bun-Kirche durch den Mainzer Erzbischof Hrabanus Maurus statt, der auch die Altartituli verfasst hatte. Seitdem wird das Lullusfest gefeiert. Seit der Zeit von Abt Bun stand die Klosterschule in hohem Ruf. Der Vorsteher war damals Haimo, der spätere Bischof von Halberstadt. Man vermutet, dass zu dieser Zeit der unbekannte Dichter des „Heliand“ (ein altsächsisches Epos des 9. Jahrhunderts, das Jesus als Herzog mit seinen Gefolgsleuten in die Welt der damaligen Zeit stellt) seine theologische Ausbildung in Hersfeld erhielt.
Während der Amtszeit von Abt Druogo (875–892) wurde ab 881 das erste noch bekannte Hersfelder Zehntverzeichnis der Reichsabtei geschrieben. Ein weiteres Zehntverzeichnis wurde spätestens 899 in der Amtszeit von Abt Harderat fertiggestellt.

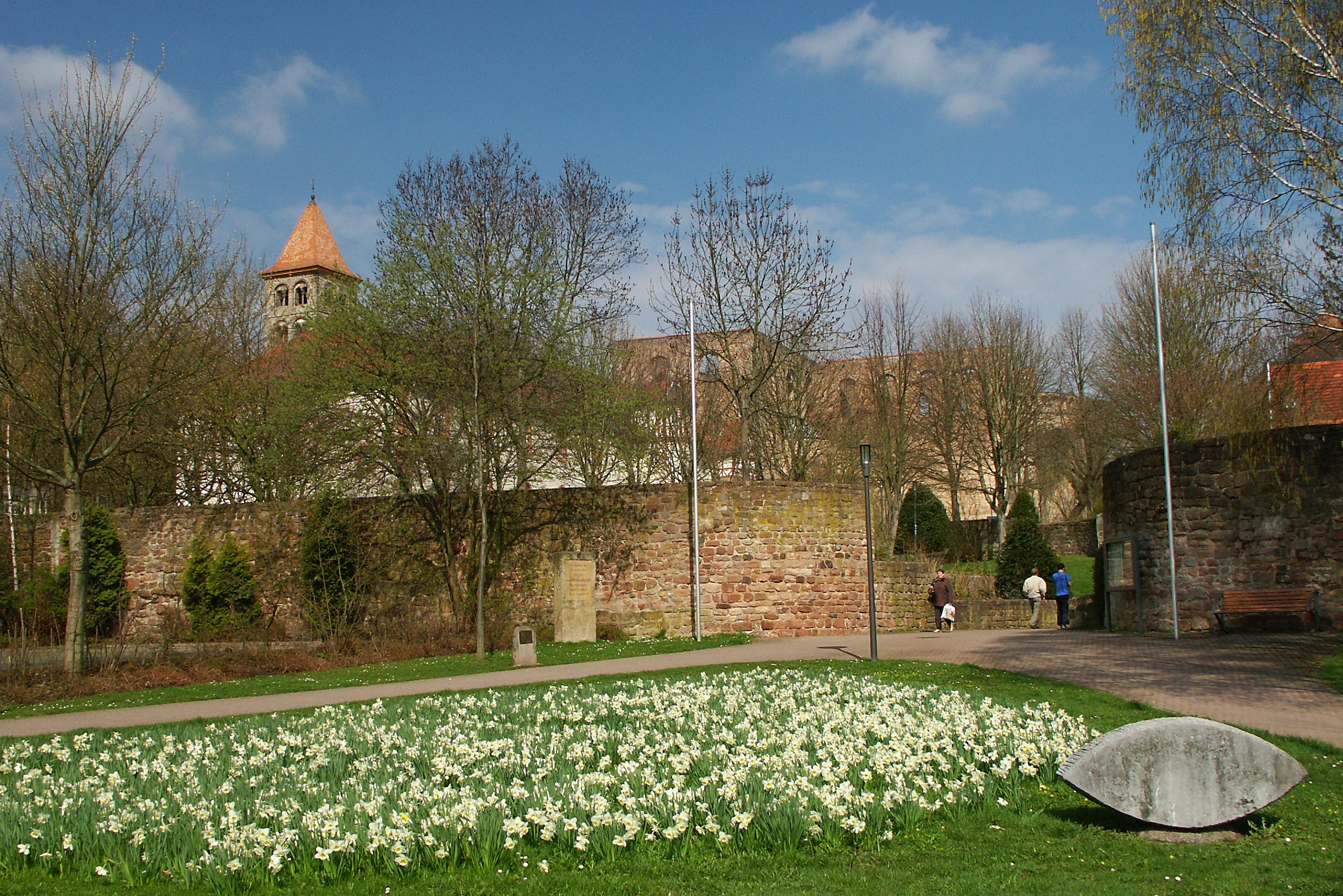
Das Südtor, ein Tor in der Befestigung des Klosterbezirkes

Im Jahr 908 erhielt das Hersfelder Benediktinerkloster das Recht der freien Abtswahl. Zur Zeit König Heinrichs I. unter Abt Diethart I. (912–927) wurden ab 925 zum Schutz gegen die Ungarneinfälle steinerne Befestigungsanlagen, ein Festungsring, um das Kloster gebaut. Ein Tor aus dieser Zeit war das Südtor, es wurde vermutlich im Mittelalter, im Zuge der Stadtbefestigung geschlossen. Während der Ausgrabungen durch das Landesamt für Denkmalpflege zwischen 1979 und 1981 wurde das Tor freigelegt und ist seitdem für Fußgänger wieder offen. In der Nähe des Tores wurde auch eine Salzsiederei aus dem 9. Jahrhundert gefunden. Daher ist anzunehmen, dass die Mönche eigene Werkstätten innerhalb des Klosters hatten.
Aus dem späten 9. Jahrhundert bzw. dem beginnenden 10. Jahrhundert stammen auch die Pfalzbauten. Ein 60 m langer Steinbau östlich der Stiftskirche, dessen Grundmauern man im Jahr 1976 beim Bau des Altenzentrums „Hospital Bad Hersfeld“ fand, wird als eine Aula der Pfalz interpretiert. Die dazugehörige Pfalzburg (bzw. Fliehburg) wird unter dem Marktplatz (früher Ebenheit genannt), nördlich der Aula, vermutet. Diese Annahme wird auch durch die ungewöhnliche Größe des Platzes erhärtet, die in der Region untypisch ist.
Abt Megingoz (932–935), nach dem das Dorf Mengshausen (heute Ortsteil von Niederaula) benannt ist, ließ die Wachsenburg bauen, um den thüringischen Besitz des Klosters zu schützen. Die Burg ist eine der „drei Gleichen“. Insgesamt sind das 10. und 11. Jahrhundert in Hersfeld durch einen steten wirtschaftlichen Aufstieg gekennzeichnet, zudem wurde der Abtei in dieser Zeit vom König das Recht der Münzprägung verliehen.

## Hochmittelalter – Die Hochzeit der Abtei
Abt Egilolf (963–970) erreichte mit einem Papstdekret 966/968, dass die Abtei direkt dem päpstlichen Stuhl unterstellt wurde, was eine Vollexemtion des Klosters bedeutete. Dies geschah durch unmittelbare Mitwirkung von Kaiser Otto I., dessen Freund und Ratgeber Egilolf war. Die Abtei war dadurch auch nicht mehr vom Mainzer Erzbistum abhängig. Die Klosterbibliothek wurde unter Abt Gozbert (970–985) gegründet, und Abt Bernhar (985–1005) gründete 1003 eine Benediktinerpropstei auf dem Petersberg, die dem heiligen Petrus geweiht wurde.
Noch während Abt Bernhar amtierte, verlieh König Heinrich II. am 30. Mai 1003 der Abtei den Wildbann im Reichsforst Eherinevirst (Knüllgebirge und Seulingswald). Somit erhielt die Abtei ein geschlossenes Gebiet um Hersfeld zugesprochen, das auch den territorialen Zusammenhang mit den thüringischen Besitzungen der Abtei herstellte. Diese Schenkung beinhaltete aber auch die Teilung des Eherinevirst (im heutigen Seulingswald) zwischen den Abteien Hersfeld und Fulda. Die Grenze verlief entlang der Herfa bis nach Wölf (heute Ortsteil von Eiterfeld), von da zur Eitra und zur Haune, dann über Odensachsen, Rhina (heute Ortsteile von Haunetal) und Mengshausen bis zur Mündung der Aula in die Fulda. Dies stellte nunmehr die Südgrenze der Abtei Hersfeld dar, und daran änderte sich über die Jahrhunderte nur wenig. (Sie war in diesem Bereich auch die Südgrenze des Altkreises Hersfeld und ist bis heute die Südgrenze des Landkreises Hersfeld-Rotenburg.)
Die Äbte Gozbert und Bernhar ließen die harten benediktinischen Klosterregeln verkommen. Sie lebten wie Kanoniker in eigenen Häusern und mit Privatvermögen. Dies hatte zur Folge, dass der spätere Kaiser Heinrich II. unter Missachtung der freien Abtswahl 1005 Godehard als Abt einsetzte. Er kam vom Kloster Niederaltaich und blieb bis 1012 als Abt in Hersfeld. Godehard reformierte das Klosterleben, setzte die Regeln Benedikts nach der Gorzer Reform wieder durch, und stellte die Mönche vor die Wahl, die Regeln zu befolgen oder das Kloster zu verlassen. 50 Mönche gingen. Godehards Nachfolger war Abt Arnold (1012–1031), der ebenfalls aus dem Kloster Niederaltaich kam und das Reformwerk fortsetzte. Er gründete eine Benediktinerpropstei, die er von 1012 bis 1024 auf dem Johannesberg erbauen und den heiligen Johannes (Apostel Johannes und Evangelist Johannes) weihen ließ. Von der Klosterkirche und dem Brüderhaus (Dormitorium) sind heute noch Ruinen zu sehen, in dem ehemaligen Amtshaus sind heute Wohnungen. Während der Amtszeit Arnolds erhielt das Kloster 1015 und 1016 weitere Schenkungen von Kaiser Heinrich II., darunter das Kloster Memleben, was die wirtschaftliche Grundlage und ihre Bedeutung der Abtei weiter steigerte. Darüber hinaus standen die Klosterschule und die Klosterbibliothek in jener Zeit in Blüte.

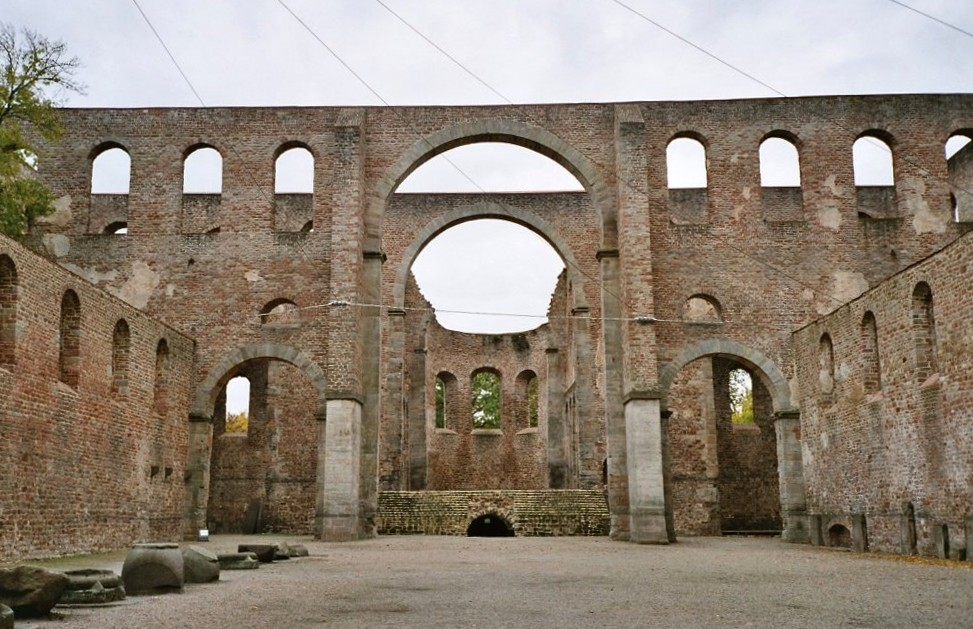
Das Innere der Stiftsruine Bad Hersfeld

Im Jahre 1038 zerstörte ein Brand die Stiftskirche. Abt Meginher (1036–1059) veranlasste sofort den Wiederaufbau. Schon 1040 konnten die wiederhergestellte Ostpartie (Chor) und die Krypta dem heiligen Wigbert neu geweiht werden. Der Abt schenkte Kaiser Heinrich III. die bisherigen Hersfelder Hauptreliquien der Apostel Simon der Zelot und Judas Thaddäus für die Gründung einer Stiftskirche in Goslar. Vermutlich stammt der dortige Krodoaltar (ein Reliquienaltar) ebenfalls aus Hersfeld. Aus der Zeit Abt Meginhers stammt auch das älteste Klostersiegel, das den heiligen Wigbert zeigt. Generell war Hersfeld im 10. und 11. Jahrhundert geistig von hervorragender Bedeutung (vgl. die verlorengegangenen Annales Hersfeldensis und die Tätigkeit Lamberts von Hersfeld als Annalist und Abt des Reformklosters Hasungen.
Die heute älteste datierte Glocke Deutschlands, die Lullusglocke im Katharinenturm, ließ Abt Meginher 1038 gießen. Sie wird am 16. Oktober  zum Todestag von Lullus, und zu hohen Feiertagen (1. Weihnachtsfeiertag, Ostersonntag und Pfingstsonntag) um 12 Uhr geläutet. Ebenfalls unter Abt Meginher gab es erste Münzprägungen. Die ehemalige Münze steht noch heute auf dem Marktplatz. Auf den zweiseitigen Pfennigen wurde der heilige Wigbert dargestellt. Im Jahre 1058 trat der Mönch Lambert in das Kloster ein. Er wurde als Lampert von Hersfeld ein berühmter Chronist seiner Zeit. Vermutlich war er unter den Äbten Ruthardt und Hartwig Leiter der Hersfelder Klosterschule. Auch dürfte er zwischen 1063 und 1073 die Vita Lulli, die Biografie des Lullus, geschrieben haben.

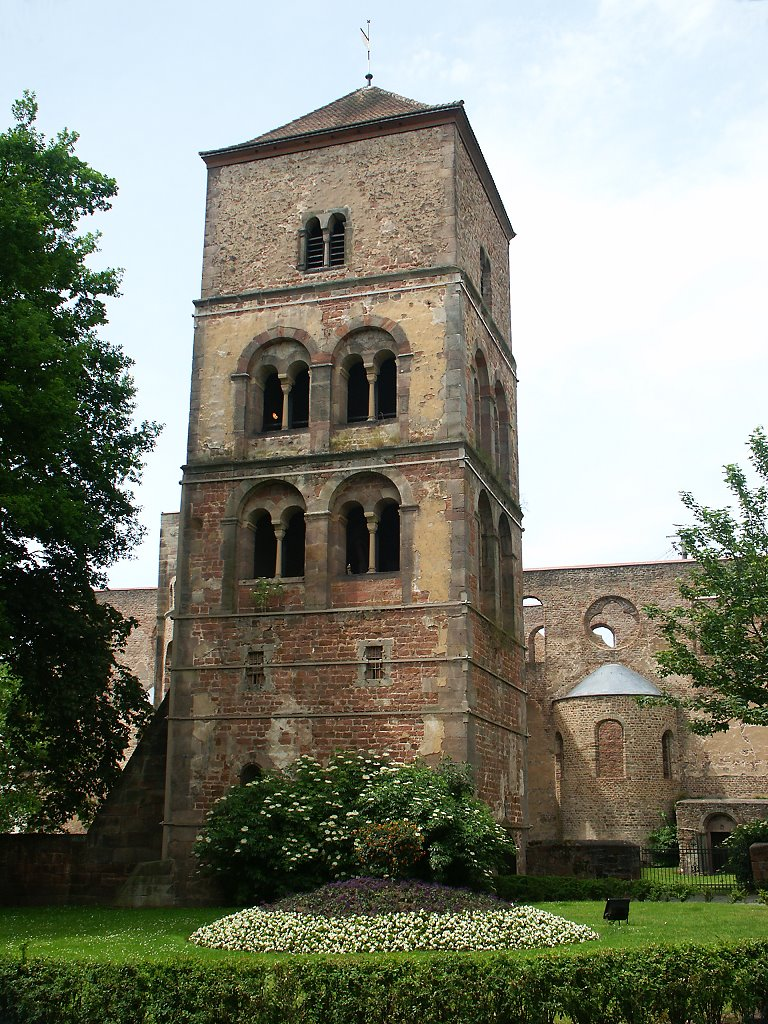
Katharinenturm des Klosters Hersfeld

Zwischen 1073 und 1074 zog König Heinrich IV. ein Heer bei Bebra-Breitenbach zusammen, um einen Aufstand der Sachsen und Thüringer niederzuschlagen. In dieser Zeit wurde sein erster Sohn Konrad am 12. Februar 1074 im Hersfelder Kloster geboren. Seine vergoldete Wiege soll noch lange in einem Bogen des Querschiffes gehangen haben.
Die Auseinandersetzungen zwischen dem Kaiser und den Thüringern erschütterten die Stellung Hersfelds in Thüringen. Um diese wiederherzustellen, hielt sich Abt Friedrich (1091–1100) hauptsächlich auf der Wachsenburg (bei Arnstadt) auf, wo er auch starb. Unter Abt Adelmann (1114–1127) wurde der Katharinenturm gebaut, ein Glockenturm mit einer kleinen Kapelle im Erdgeschoss. Er steht noch heute am Eingang zum Stiftsbezirk, auf der stadtzugewandten Seite. Die Lullusglocke ist zu dieser Zeit in dem Turm beurkundet. Während des Investiturstreits stand die Abtei Hersfeld auf Seiten des Königs, gegenüber den Klosterreformen von Cluny und Hirsau verhielt sich die Hersfelder Mönchsgemeinschaft ablehnend.
Unter Abt Heinrich I. von Bingarten (1127–1155) war die Abtei auf dem Höhepunkt ihrer Geschichte. König Konrad III. befand sich oft in Hersfeld. Konrad III. sammelte 1139 in der Nähe von Hersfeld sein Heer, das gegen Herzog Heinrich den Stolzen von Sachsen zog. Kurzzeitig war Abt Heinrich auch Abt des Klosters in Fulda.
Die neue romanische Stiftskirche wurde 1144 konsekriert. Der anwesende König Konrad III. schenkte dem Kloster aus diesem Anlass ein Weinzehnten von den Reichsgütern in Ingelheim am Rhein. 1146 starb Gertrud von Sulzbach, die Frau Konrads III., in Hersfeld. Um 1150 kamen zur Stiftskirche neue Klausurengebäude im Kreuzganghof hinzu. Die Gesamtbauzeit nach dem Brand erstreckte sich somit auf etwa 112 Jahre.
Abt Siegfried (1180–1200) stritt mit Landgraf Ludwig III. von Thüringen über Vogteirechte. Siegfried hatte jedoch am Hofe der Kaiser Friedrich Barbarossa und Heinrich VI. hohes Ansehen und konnte somit Einfluss auf deren Politik nehmen. Er begleitete Barbarossa nach Italien und führte im Auftrag des Kaisers Verhandlungen mit dem Papst. Mit Siegfried erlangte die Reichsabtei den Höhepunkt ihrer reichspolitischen Bedeutung, und Siegfried verstand es, die Rechte der Abtei gegenüber den Landgrafen von Thüringen durchzusetzen.
Durch mehrere Dekrete (1220, 1231 und 1232) von Kaiser Friedrich II. erhielt die Abtei unter Abt Ludwig I. landeshoheitliche Rechte. Der Abt war damit Landesoberhaupt und stand als Fürstabt dem geistlichen Fürstentum Hersfeld vor.
Im Jahre 1239 stiftete Abt Ludwig I. das Hospital am Johannestor für Arme, Alte und Kranke.
Mit dem Franziskanerkloster wurde in Hersfeld ein zweites Kloster gebaut. Es wurde 1269 das erste Mal urkundlich am Neumarkt 33 erwähnt und wurde vermutlich im späten 15. Jahrhundert wieder aufgegeben. An seiner Stelle steht heute der Nachfolgebau der Konrad-Duden-Schule. Im Mittelbau sollen wesentliche Mauerwerksteile des Klosters verwendet worden sein, und im Keller gibt es noch zwei Gewölbe des Klosters. Unter dem heutigen Pausenhof werden die Fundamente der Klosterkirche vermutet.

## Spätmittelalter und Reformation

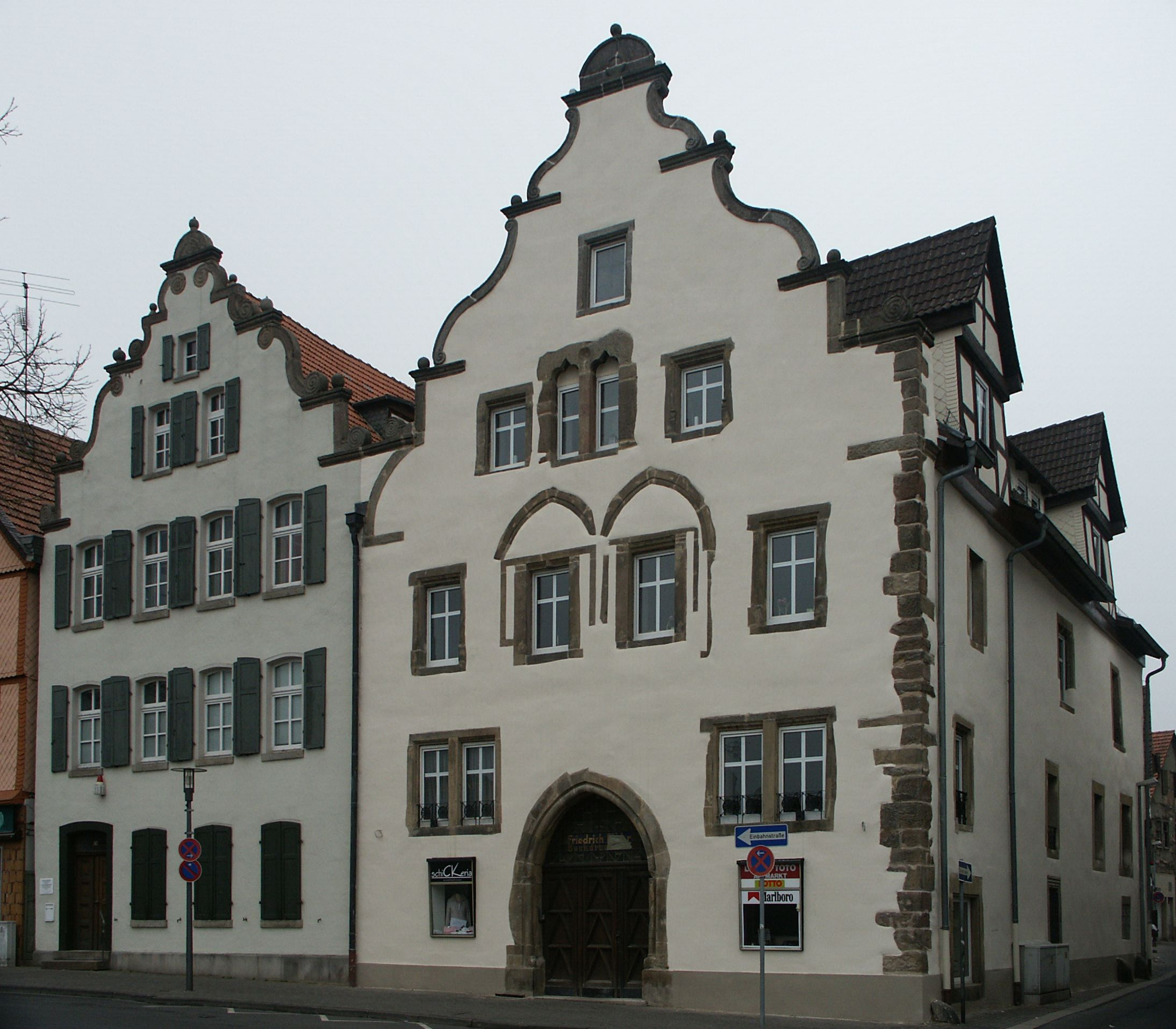
Münze der Abtei, im gotischen Stil erbaut und im Stil der Renaissance umgebaut

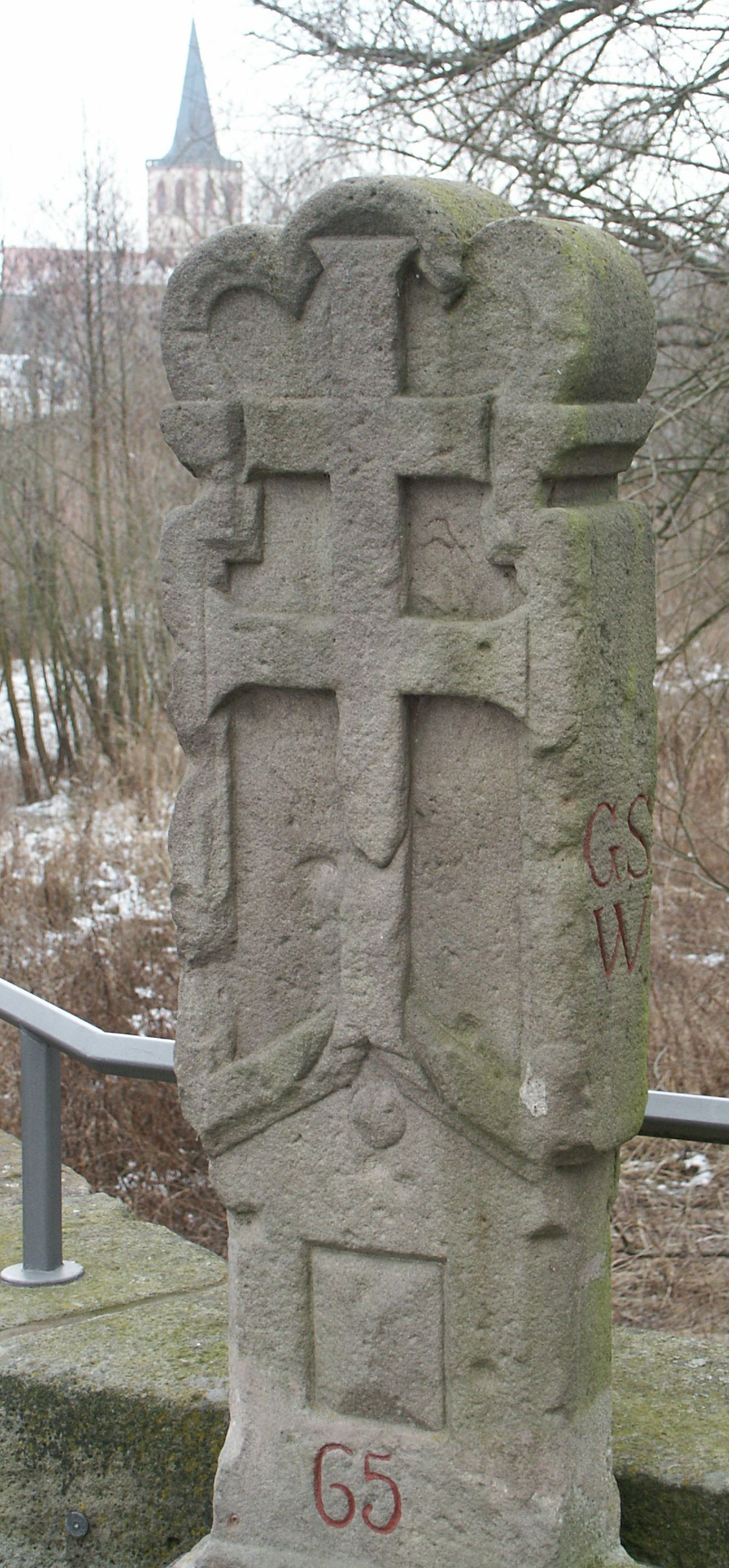
Grenzstein der Abtei Hersfeld an der alten Werrabrücke zwischen Philippsthal und Vacha

Nach dem Ende der Stauferdynastie im 13. Jahrhundert verringerte sich die Macht der Könige, und die Reichsabtei Hersfeld, die sich traditionell auf die Könige und Kaiser des Heiligen Römischen Reiches gestützt hatte, stand nun ohne diesen machtpolitischen Rückhalt da. Der aufstrebende Landadel und das aufkeimende Bürgertum in der Stadt taten ihr Übriges, so dass die folgenden Jahrhunderte der Abtei vom ständigen Versuch geprägt waren, Besitz- und Herrschaftsrechte zu erhalten.
Zunächst begann jedoch Abt Ludwig II. von Mansbach (1324–1343) im Jahre 1328 mit dem Bau des Schlosses zu den Eichen in der Fuldaaue. Doch bereits sein Nachfolger, Abt Johann II. von Elben (1343–1367), musste wegen andauernder Finanzprobleme viel hersfeldischen Besitz veräußern. Er verkaufte unter anderem das Hospital an die Stadt. Zu dieser Zeit wurde die Abtei jedoch noch vom König unterstützt; so erlaubte Karl IV. 1347 dem Abt zu eigenem Nutzen des Reichslehens Juden zu halten (das so genannte Judenregal).
Im Jahre 1372, unter Abt Berthold II. von Völkershausen (1367–1387), wurde das befestigte Wasserschloss zu den Eichen fertig gestellt, und 1378 wurde in die Stiftskirche die erste Orgel eingebaut. Abt Berthold stand einem immer stärker werdenden Einfluss der Landgrafen von Thüringen und Hessen auf sein Fürstentum gegenüber, als die Stadt Hersfeld am 28. Januar 1373 ein Schutzbündnis mit dem Landgrafen von Hessen schloss. Der Abt stellte sich daraufhin an die Seite von Kurmainz, das schon lange in erbittertem Streit um Vorherrschaft in Hessen mit den Landgrafen lag. Abt Berthold verbündete sich in der Folge mit dem Sternerbund, einem gegen den Landgrafen gerichteten Bündnis von Grafen und Rittern, und versuchte in der Vitalisnacht 1378, mit Hilfe der Sterner seine Vormachtstellung in der Stadt wiederherzustellen. Dies misslang jedoch, und die Reichsabtei Hersfeld war damit gezwungen, 1383 ein Schutzbündnis mit den Landgrafen von Hessen zu schließen.
Dennoch folgten weitere Auseinandersetzungen mit Hessen. So erbaute zum Beispiel Landgraf Ludwig I. im Jahre 1416 die Burg Ludwigseck auf Hersfelder Gebiet (es gehörte zum Wildbannbezirk, das der Abtei 1003 von König Heinrich II. zugesprochen worden war). Abt Hermann II. von Altenburg (1398–1418) waren die Hände gebunden, und er konnte nur noch resignierend feststellen, dass der Landgraf diese Burg „uff unsers stiffts grunth unnd eigenthum“ gebaut hat. Diese Auseinandersetzungen stärkten in der Folge den Einfluss des Erzbistums Mainz, das unter Erzbischof Adolf I. ab 1385 und noch einmal unter Erzbischof Konrad III. ab 1420 Schirmherr der Abtei und Vermittler zwischen Hersfeld und Hessen war. Im Mainzisch-Hessischen Krieg im Jahre 1427 siegte Landgraf Ludwig jedoch endgültig über Kurmainz, und die Stadt Hersfeld erneuerte ihr Bündnis mit dem Landgrafen. Somit stand die Abtei ohne Verbündete gegen Hessen. Um die Existenz der Abtei zu sichern, ernannte Abt Albrecht von Buchenau 1432 den Landgrafen zum erblichen Schirmherrn des Stiftes. Dieser Erbschutzvertrag wurde 1458 und 1490 erneuert. Das Fürstentum gehörte damit ab 1432 de facto zu Hessen, blieb aber formell als kaiserliches Lehen Reichsfürstentum.
Eine geistliche Hebung des benediktinischen Möchskonvents sollte 1510 die Einführung der Bursfelder Reform, jedoch konnte sie nicht nachhaltig in Hersfeld Fuß fassen. Um die der Abtei noch verbliebenen Gebiete gegen die Landgrafen zu sichern, und wegen erheblicher finanzieller Probleme, versuchte der Abt 1513 in der so genannten „Hersfelder Affäre“ die Abtei mit der von Fulda zu vereinen. Im Vorfeld verlor die Abtei einen Prozess am Reichskammergericht gegen die Stadt, was die Abtei weiter verschuldete. In dieser Situation resignierte Abt Volpert Riedesel zu Bellersheim (1493–1513) zugunsten von Hartmann II. von Kirchberg, dem Abt von Fulda. Der Abt von Hersfeld übernahm im Gegenzug die fuldische Propstei Andreasberg. Das Hersfelder Kapitel stimmte gegenüber dem fuldischen Kanzler Philipp von Schweinsberg dieser Vereinigung zu. Am 10. September 1513 wurde im Schloss Eichhof der Anschluss der Reichsabtei von Abt Hartmann verkündet. Lediglich Kraft Myle, der spätere Abt Crato I., widersetzte sich diesem Vorgehen. Dies galt auch für die Stadt, die, unterstützt von der hessischen Landgräfin Anna von Mecklenburg (ihr Sohn war Schirmvogt der Abtei), den Gehorsam gegenüber Abt Hartmann verweigerte. Anna konnte erreichen, dass Ludwig von Hanstein, Abt des Klosters Helmarshausen, zum Verwalter der Abtei gewählt wurde. Am 15. September 1515 wurde er vom hersfeldischen Konvent zum Gegenabt gewählt; der hessischen Kanzler Johann Feige führte dabei den Vorsitz. Diese Situation war für die Abtei Fulda nicht lange tragbar, so dass Abt Hartmann 1516 auf die Abtei Hersfeld verzichtete.
Sein Nachfolger, Abt Crato I. (1516–1556), erster bürgerlicher Abt von Hersfeld, erneuerte 1517 zusammen mit Dechant und Konvent den Erbschutzvertrag mit dem Landgrafen Philipp I. Darin wurde der Reichsabtei untersagt, sich einer anderen Abtei anzuschließen, und festgeschrieben, dass künftige Äbte die Zustimmung des Hauses Hessen benötigten. Auf Einladung des Abtes predigte Martin Luther 1523 in der Stiftskirche; damit begann die Reformation auch in Hersfeld. Balthasar Raid predigt ab 1524 in Hersfeld die neue Lehre. Im Jahr darauf gehörten bereits viele aus dem Machtbereich der Abtei dem protestantischen Glauben an, als es im Jahre 1525 im Bauernkrieg zur Plünderung des Stiftsbezirks kam. Landgraf Philipp kam dem in Bedrängnis geratenen Abt zu Hilfe und schlug den Aufstand nieder. Der Landgraf nutzte dies zu seinem Vorteil und nahm sich, zur Deckung seiner Kosten, große Teile der Reichsabtei; zum Beispiel Berka und das Landecker Amt (das Amt umfasste im Wesentlichen das Gebiet der heutigen Gemeinde Schenklengsfeld). Durch Verträge 1550 und 1558 mit Abt Crato und seinem Nachfolger Abt Michael (1556–1571) nahm sich der Landgraf auch die Hälfte von Hersfeld; damit war das Stift unter unmittelbaren Einfluss der Landgrafschaft Hessen geraten. Die hessische Schutzherrschaft führte dazu, dass der Abtei auf Reichstagen teilweise bereits die Reichsstandschaft und das Stimmrecht im Reichsfürstenrat bestritten wurde.
Die religiösen und politischen Verhältnisse der Abtei wurden durch diese Ereignisse so kompliziert, dass es immer schwieriger wurde einen Abt zu finden, der den verschiedenen Interessen gerecht werden konnte. Schon zur Amtszeit von Abt Crato I. war die Situation innerhalb der Abtei so, dass der Abt katholisch, der Dekan protestantisch gesinnt und das Kapitel gemischt waren, während die Bevölkerung weitgehend evangelisch geworden war. Dazu kam, dass die Schutzherren des katholischen Abtes, die hessischen Landgrafen, eifrige Verteidiger des Protestantismus waren. Diese Situation bestand ohne Erlaubnis des Kaisers und widersprach den Kirchengesetzen und dem Willen des Papstes. Somit hatte ein katholischer Abt die Aufgabe, dem lutherischen Landgrafen zu Diensten zu sein, ohne dabei Papst und Kaiser zu verärgern. Zusätzlich wurden die Verhältnisse im Vorfeld des Dreißigjährigen Krieges komplizierter, da sich die Gegensätze zwischen den Konfessionen verschärften.
Abt Michael gründet dennoch 1570 in den Gebäuden des ehemaligen Franziskanerklosters eine Klosterschule. Ludwig Landau, der bisherige Koadjutor von Abt Michael, wurde als Abt Ludwig V. (1571–1588) dessen Nachfolger. Er stritt sich in seiner Amtszeit mit Kursachsen um die Lehnsherrschaft in thüringischen Amtsbezirken und versprach dem Landgrafen Wilhelm IV. von Hessen-Kassel die zukünftige Administration in Hersfeld. Seine Amtszeit war geprägt von einer letzten Baublüte. Der Stiftsbezirk, die städtische Abtsresidenz und das Schloss Eichhof wurden im Renaissancestil umgebaut.
Der vorletzte Abt, Kraft Weiffenbach (1588–1592), erhielt schon nicht mehr die Anerkennung des Papstes, und der einzige Katholik im Kapitel, Joachim Röll, verweigerte ihm seine Anerkennung. Landgraf Moritz von Hessen-Kassel setzte im Jahre 1592 seinen persönlichen Freund Joachim Röll als letzten Abt in sein Amt ein. Er war der letzte Katholik im Kloster, und die wenigen noch verbliebenen Mönche waren evangelisch. Abt Joachim machte 1604 den ältesten Sohn von Landgraf Moritz, Erbprinz Otto von Hessen, zum Koadjutor des Stiftes und damit zu seinem Nachfolger. Am 24. Februar 1606 starb Abt Joachim, und der 12-jährige Otto von Hessen übernahm am 4. März 1606 als Administrator die Verwaltung der Abtei und wurde damit der erste weltliche Herrscher in Hersfeld. Ein Versuch von Papst Clemens VIII., nach dem Tod von Abt Joachim durch den Fuldaer Abt Balthasar von Dernbach einen katholischen Nachfolger einsetzen zu lassen, wurde durch dessen Tod vereitelt. Otto starb 1617 in Hersfeld unter ungeklärten Umständen. Bereits 1612 war Ottos Bruder, der nachmalige Landgraf Wilhelm V., als sein Koadjutor für das Stift Hersfeld eingesetzt worden, dieser trat nach Ottos Tod die Nachfolge an. Der Einspruch von Kaiser Matthias wurde dilatorisch behandelt und schließlich ignoriert.
Während des Dreißigjährigen Kriegs besetzten kaiserliche Truppen unter Graf Tilly 1623 die Stadt. Tilly richtete bis 1625 sein Hauptquartier in Hersfeld ein. Die Abtei wurde wieder mit Benediktinermönchen besetzt, auch in das ehemalige Franziskanerkloster kehrten Mönche zurück. Kaiser Ferdinand II. übertrug seinem Sohn Leopold Wilhelm von Österreich das Amt eines Kommendatarabts der Reichsabtei mit dem Ziel der Rekatholisierung. 1629 wurde der Fuldaer Abt Johann Bernhard Schenk zu Schweinsberg zum Administrator des Stifts ernannt. 1631 eroberte Landgraf Wilhelm V. Hersfeld zurück. Da er aber den Prager Frieden 1635 ablehnte, verhängte der Kaiser über ihn die Reichsacht und bestritt ihm und seinem Nachfolger Wilhelm VI. weiterhin den Besitz von Hersfeld.

## Fürstentum Hersfeld

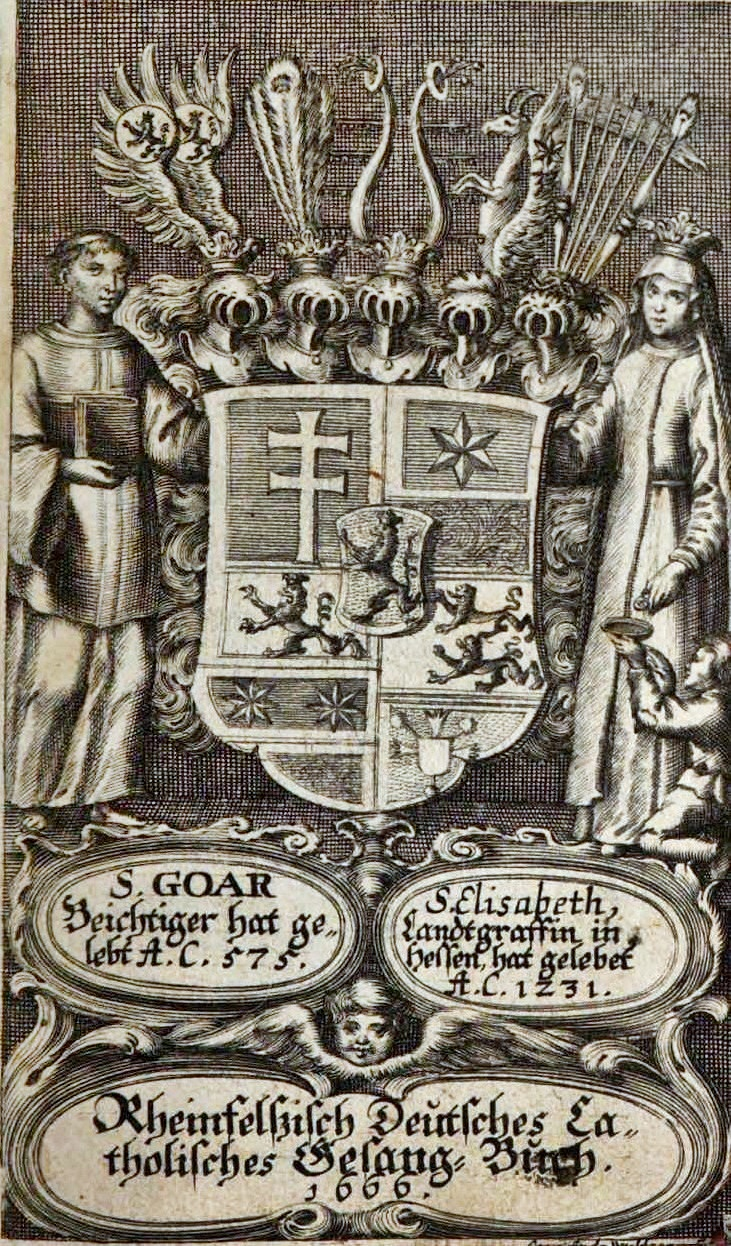
Titelblatt des 1666 durch Landgraf Ernst von Hessen-Rheinfels-Rotenburg, publizierten Rheinfelsischen Gesangbuches, mit seinem Wappen (rechts oben das Doppelkreuz des Fürstentums Hersfeld)

Nach dem Dreißigjährigen Krieg wurde die Abtei zu einem weltlichen Fürstentum und von Kaiser Ferdinand III. 1648 als Reichslehen dem Haus Hessen-Kassel zugesprochen. Der Westfälische Friede zu Münster und Osnabrück regelte dies im 15. Artikel, § 2. Die Landgrafen von Hessen-Kassel hatten seitdem auch als Fürsten von Hersfeld Sitz und Stimme im Reichstag.
1649 machte Landgraf Ernst von Hessen-Rheinfels-Rotenburg, Sohn aus zweiter Ehe des vormaligen Landgrafen Moritz von Hessen-Kassel, Burg Rheinfels zu seiner Residenz. 1652 konvertierte er zur katholischen Kirche, empfand dann offenbar den nunmehr an ihn gefallenen Besitz der früher geistlichen Herrschaft Hersfeld als Gewissensbelastung und ließ eine entsprechende Inschrift in seiner Schlosskapelle anbringen. Der Jesuit und Bollandist Daniel Papebroch schreibt dazu 1660 in seinen Reiseerinnerungen:

„Sehr schön ist auf der Burg eine Kapelle mit einer vergoldeten Decke… Unter der Sängerempore sieht man die Wappen des Landgrafen mit folgender Aufschrift: ‚Ernst, aus seinem Geschlechte der erste Rückkehrer in die katholische Kirche, voll brennender Hoffnung, es mögen ihm gar viele nachfolgen‘. Dann sah man seine einzelnen Wappen, Stück für Stück, ein jedes mit seinem Motto darunter. Die bemerkenswertesten Verse standen unter einem roten Doppelkreuz, das das Wappen der Abtei ist, die im Westfälischen Frieden an den Landgrafen fiel; sie lauten: ‚Unfreiwillig füge ich dieses Wappen meinen Wappen bei; denn was Dein ist, soll man Dir, gekreuzigter Jesu, geben‘.“

Das Kloster wurde schon unter Abt Joachim aufgegeben, und die Stiftskirche wurde bereits seit dem Bauernkrieg nur noch für evangelische Gottesdienste genutzt. Im Gefolge von Tilly, im Dreißigjährigen Krieg, zogen noch einmal kurzzeitig Mönche ein. Zu einem geregelten Klosterbetrieb kam es jedoch nicht mehr. Im Siebenjährigen Krieg wurde die als Kornspeicher genutzte Stiftskirche von abziehenden französischen Truppen am 19. Februar 1761 in Brand gesteckt; sie gilt seitdem als die „Stiftsruine“.

## Territorium der gefürsteten Reichsabtei (Stiftsgebiet)
Das Stiftsgebiet der Abtei Hersfeld war jenes Territorium, in welchem der Abt nicht nur geistliche Rechte als Oberer und Ordinarius seines exemten Klosters, sondern zugleich die Rechte eines Landesherrn innerhalb des Heiligen Römischen Reiches hatte. Als Landesherr war der Fürstabt von Hersfeld in der Frühen Neuzeit somit Reichsstand mit Sitz und Stimme im Reichstag.
Zum Hersfelder Stiftsgebiet gehörten seit dem Spätmittelalter und im Laufe der Frühen Neuzeit folgende Orte und Verwaltungseinheiten: Die Stadt Hersfeld sowie das sogenannte Dechaneigericht und Amt Hersfeld, sodann die Ämter Niederaula, Obergeis (Obergeisa), Hauneck, Landeck und später Frauensee, schließlich das Amt oder Buchenauische Lehngericht Schildschlag sowie die Gerichte und ehemaligen Propsteien Johannesberg (Johannisberg) an der Haune, Petersberg und die Vogtei Kreuzberg. Die Herrschaftsrechte des Fürstabtes gingen 1606 an den Administrator und 1648 an den Landgrafen von Hessen-Kassel über.

## Propsteien und Priorate
Diese Liste gibt einen Überblick über die Propsteien und Priorate der Abtei. Hinzu kamen noch zahlreiche Patronatskirchen und inkorporierte Kirchen, die sich meistens, wie auch die hier genannten Klöster und Propsteien, in Hessen oder Thüringen befanden. Es sind aber auch einige Kirchen im Moselgebiet und dem Rheinland nachweisbar.

### Propsteien
- Benediktinerpropstei Johannesberg bei Hersfeld (gegründet um 1024)
- Benediktinerpropstei Sankt Peter auf dem Hersfelder Petersberg (gegründet um 1000)
- Benediktinerkloster Sankt Maria im Memleben (seit 1015 Propstei von Hersfeld, gegründet im 10. Jahrhundert)

### Priorate
- Benediktinerinnenkloster Sankt Walburgis in Arnstadt
- Augustiner-Chorfrauenstift Sankt Maria in Frauenbreitungen  (gegründet um 1150, wohl bald prämonstratensisch)
- Benediktinerkloster Sankt Maria in Herrenbreitungen  (in Besitz seit 933, gegründet im 11. Jahrhundert und seit 1192 hersfeldische Herrschaft)
- Benediktinerinnenkloster Sankt Maria in Cornberg (gegründet im 13. Jahrhundert)
- Zisterzienserinnenkloster Sankt Maria in Frauensee (gegründet um 1200)
- Benediktinerkloster Sankt Wigbert in Göllingen (gegründet im 10. Jahrhundert; seit 1005 zu Hersfeld)
- Zisterzienserinnenkloster Sankt Maria auf dem Kreuzberg bei Hersfeld (gegründet 1191)
- Franziskanerkloster Sankt Elisabeth in Hersfeld (nachweisbar seit 1269)
- Nonnenkloster Sankt Maria und Johannes in Aua (1229 nach Blankenheim verlegt, gegründet 1190)
- Chorherrenstift Sankt Peter in Ohrdruf (gegründet im 8. Jahrhundert)
- Zisterzienserinnen- oder Benediktinerinnenkloster Sankt Maria und Johannes Baptist in Kreuzberg (gegründet im 13. Jahrhundert)

## Vögte

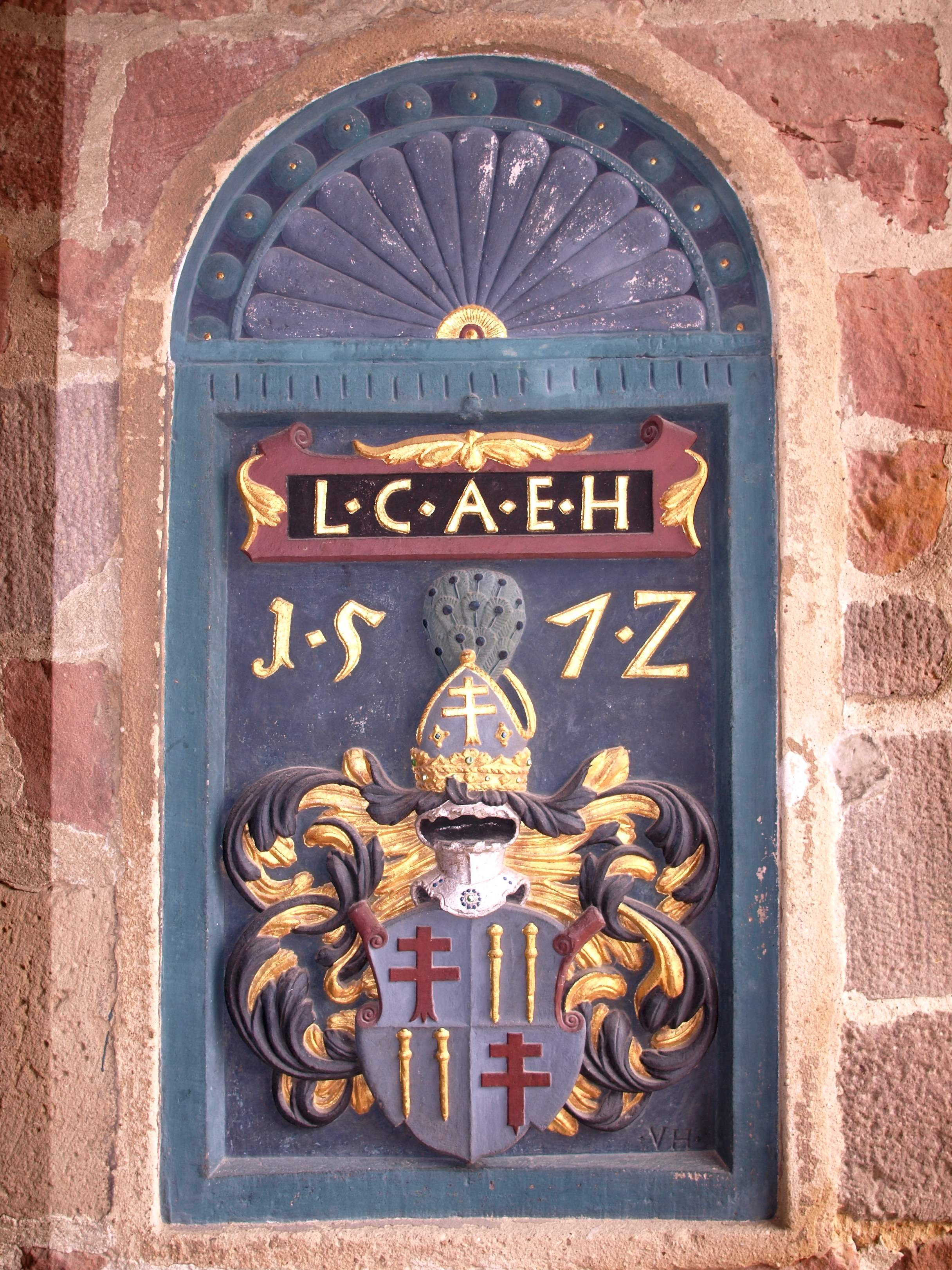
Wappen von Abt Ludwig V. (1571–1588) im Eingangsbereich von Schloss Eichhof

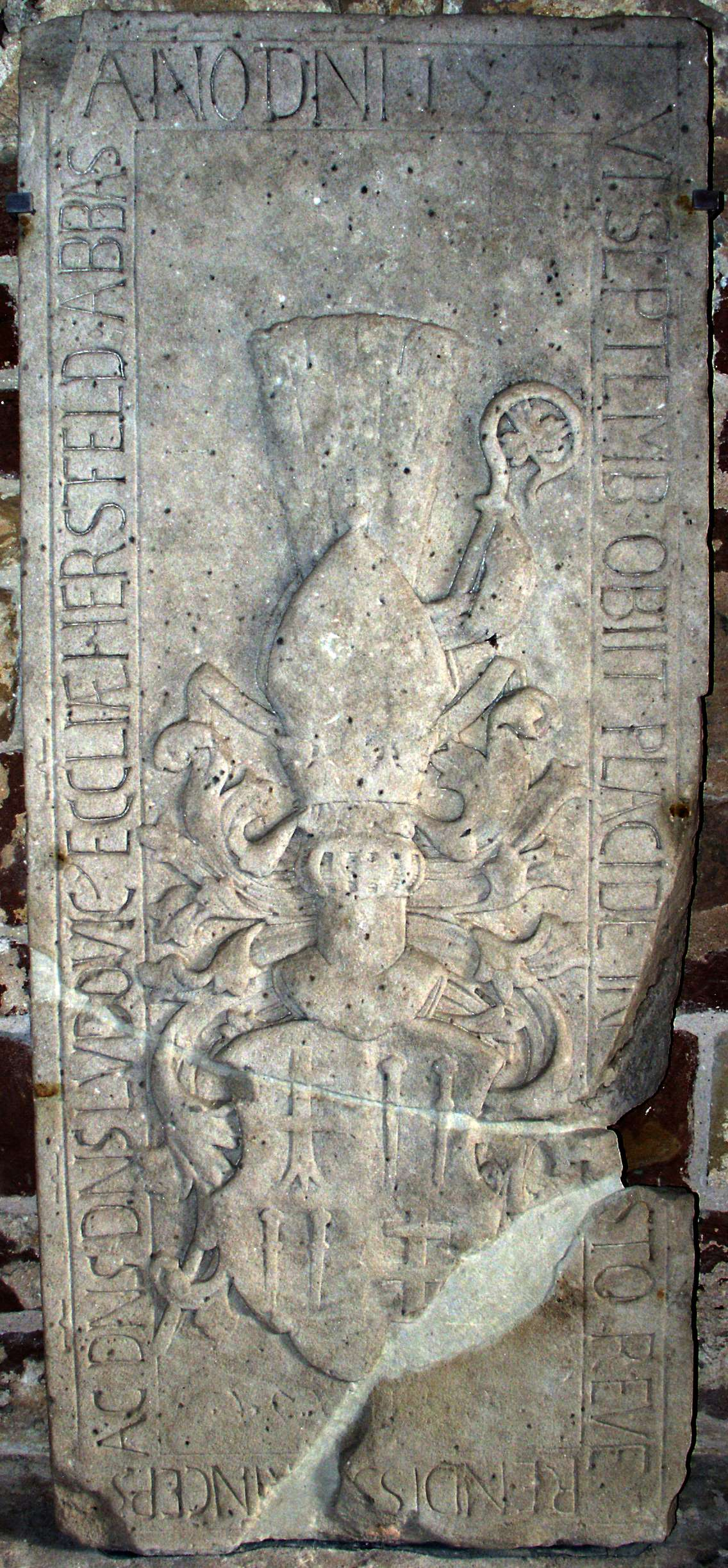
Grabplatte von Abt Ludwig V. (1571–1588) im Eingangsbereich der Stiftsruine

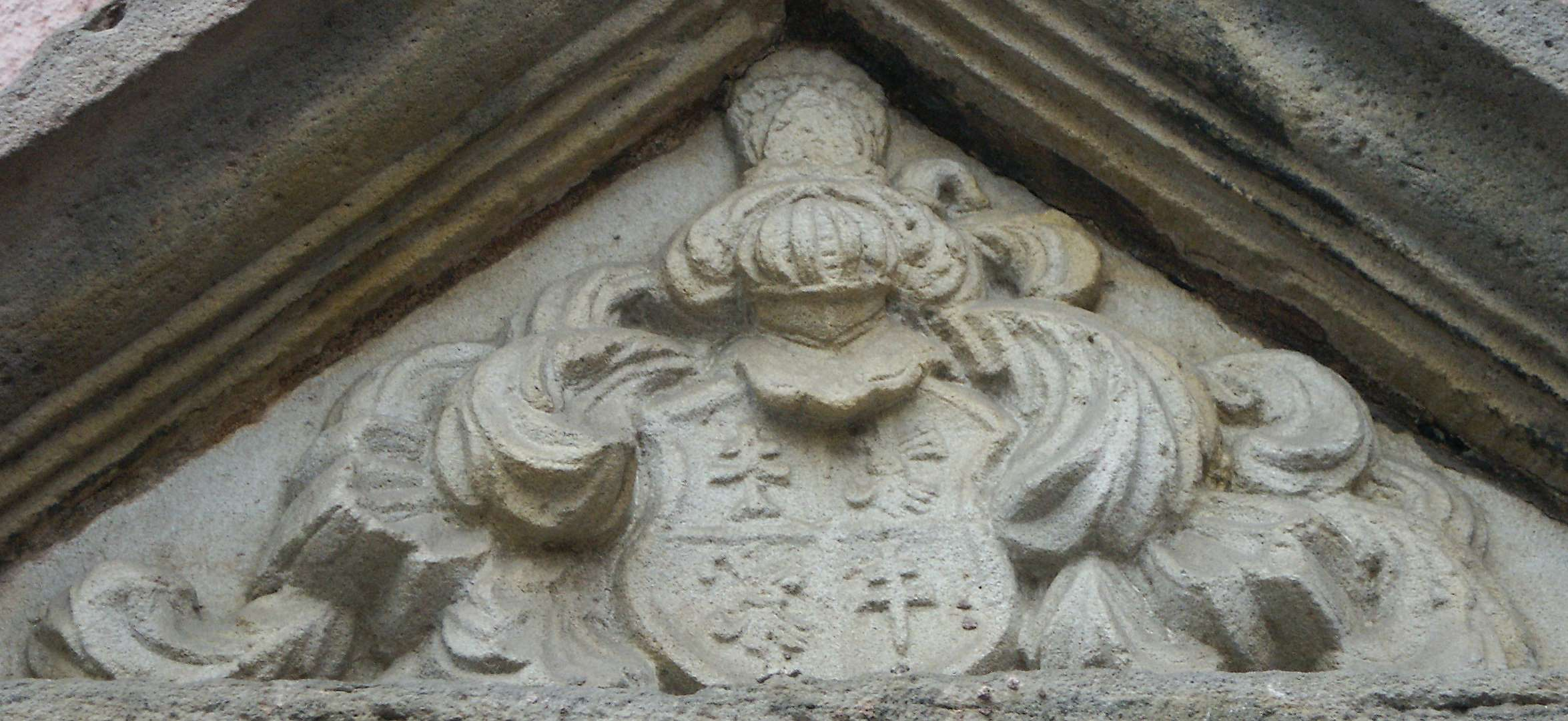
Wappen von Abt Joachim (1592–1606) im Giebelfeld einer Pforte in der Hersfelder Stadtkirche

Seit der Gründung der Abtei benötigte diese weltliche Personen, die die Abtei nach außen vertraten und die weltliche Gerichtsbarkeit ausübten.  Der Vogt („advocatus“) übte damit für den Abt ein wichtiges Amt aus, das direkt mit den Besitzverhältnissen zusammen hing. Nach fränkischem Recht benötigte der Abt mindestens einen Vogt für jeden Gau in dem sich der Streubesitz der Abtei befand. Die ersten Vögte, der für die Abtei Hersfeld urkundlich genannt wurden, sind „advocati sui Theotharii in pago Friesonoveld“ und ein „Erlolf in pago Languizza“. Sie wurden in zwei Urkunden von Heinrich I. am 1. Juni 932 erwähnt.
Zunächst erhielten vermutlich freie Grundbesitzer dieses Amt, bis es um die Jahrtausendwende, mit Angehörigen des adligen Standes besetzt wurde. Der erste erwähnte Vogt von Hersfeld im Hessengau war ein „comes“ Udo, der 1057 erwähnt ist. Nach einigen Quellen soll die Vogtei durch Einheiraten an die Gisonen gekommen sein. Ein Graf Giso, ist ab 1099 beurkundet. Man nimmt an, dass damit Giso III. gemeint ist. In diesem Zeitraum setzte sich zudem noch ein System aus Ober- und Untervögten durch. Der erste urkundlich bekannte Untervogt ist „subadvocatus Heinricus“, der im Jahr 1095 und auch in der oben genannten Urkunde von 1099 genannt wurde.
Zu dieser Zeit, spätestens aber ab dem Jahr 1110, wurde das Amt durch Erbschaft weitergegeben. In diesem Jahr heiratete Ludwig I. von Thüringen die Tochter von Giso IV., Hedwig. Nach dem Tod Gisos IV. 1122 ging die Vogtei dadurch von den Gisonen auf Ludwig I. und die Landgrafen von Thüringen und Hessen über. Ab 1133 wird Ludwig I. als Vogt von Hersfeld genannt, im Jahr 1139 zusammen mit einem Untervogt. Ludwig I. betraute seinen Bruder Heinrich Raspe II. mit der Verwaltung seiner hessischen Besitzungen und Vogteirechte. Auch Ludwig II. gab die Hersfelder Vogtei an seinen Bruder Heinrich Raspe III.
Der Abt konnte damit seinen weltlichen Vertreter nicht mehr selbst bestimmen, und die Vögte waren meistens nicht durch Verträge in ihren Rechten beschränkt. Dies führte dazu, dass hersfeldischer Besitz schleichend den Besitzer wechselte, so z. B. Melsungen und Rotenburg an der Fulda. Diese Entfremdung des Grundbesitzes versuchte Abt Siegfried im Falle der Thüringer Landgrafen entgegenzutreten, indem er nach dem Tode von Heinrich Raspe III. im Jahr 1180 die Vogtei für erledigt erklärte. Dies führte zu Streit zwischen dem Abt und Ludwig III. von Thüringen, der durch Kaiser Friedrich I. 1182 in Erfurt geschlichtet wurde. Danach erhielt der Abt zwar die Vogtei über weite Teile des Wildbannes im Reichsforst Eherinevirst, den Kaiser Heinrich II. der Abtei im Jahr 1003 geschenkt hatte, zurück, musste aber die Vogtei der Ludowinger in den übrigen Gebieten anerkennen.
Im Hochgerichtsbezirk um Hersfeld (vermutlich umfasste er den Klosterbezirk mit den Tochterklöstern und die Stadt) führte das dazu, dass den Burggrafen die Ausübung der hohen Gerichtsbarkeit entzogen wurde. Stattdessen ging diese ab 1182 an den Fronhofsmeister des Abtes, den so genannten „villicus“, über, der seitdem den Titel Schultheiß trug. Am 4. April 1182 ernannte der Abt mit „Beringerus scultetus“ den ersten Schultheißen der Stadt.
Besonders im 14. und 15. Jahrhundert wurde die Entwicklung des Hersfelder Territoriums durch die Vogtei der Landgrafen stark eingeschränkt und behindert. 1432 wurde der Landgraf sogar erblicher Schutzherr der Abtei.

## Äbte und Administratoren der Abtei
Zwischen ihrer Gründung durch Lullus und der Übernahme der Administration durch die hessischen Landgrafen nach dem Tod von Abt Joachim standen der Abtei insgesamt 66 Äbte vor. Bis zur Umwandlung in ein weltliches Fürstentum im Jahr 1648 wurde das Stiftsgebiet von Administratoren aus dem Haus Hessen verwaltet.